# تری بوریسیوس
تری. جی. بوریسیوس (Terrill G. Bouricius) (متولد ۲۷ مارس ۱۹۵۴)، سیاستمدار آمریکایی است که از سال ۱۹۹۱ تا سال ۲۰۰۱ به نمایندگی از حوزهٔ انتخابیهٔ چیتندن ۷–۴ به عنوان عضو حزب ترقی‌خواه ورمونت در مجلس نمایندگان ورمونت خدمت کرد. قبل از تصدی در مجلس نمایندگان ایالتی، از سال ۱۹۸۱ تا سال ۱۹۹۱ به نمایندگی از ناحیهٔ دوم در شورای شهر برلینگتون ایالت ورمونت و به عنوان رئیس این شورا خدمت کرد.
بوریسیوس در نیومکزیکو متولد شد و در کالج میدلبری تحصیل کرد. با فعالیت در حزب اتحادیه آزادی وارد سیاست شد و در این رئیس شعبهٔ شهرستان آدیسون و حزب ایالتی خدمت کرد و با نامزدی آن‌ها دو مرتبه برای کرسی سنای ایالت ورمونت کاندید شد. به‌منظور همکاری در تأسیس حزب شهروندان، حزب اتحادیه آزادی را ترک کرد و کاندید عضویت در سنای ایالتی و نائب فرمانداری شد.
بوریسیوس در شورای شهر برلینگتون انتخاب شد و نخستین عضو حزب شهروندان بود که در اداره ایالات متحده انتخاب شد. وی متحد شهردار برنی سندرز بود و یک دوره به عنوان رئیس شورای شهر خدمت کرد. در سال ۱۹۸۶ کاندید کرسی مجلس نمایندگان ایالتی شد و با شش رای رقابت را به بن ترومن باخت، اما بعداً در انتخابات سال ۱۹۹۰ ترومن را شکست داد و الی بازنشستگیش در سال ۲۰۰۰ در این مجلس خدمت کرد. بوریسیوس و تام اسمیت از جمله نخستین اعضای ائتلاف ترقی‌خواهان بودند که در مجلس نمایندگان ایالت انتخاب شدند.

## اوایل زندگی و تحصیلات
تری جی. بوریسیوس، در ۲۷ مارس سال ۱۹۵۴ در نیومکزیکو بدنیا آمد. در سال ۱۹۷۶ با کسب مدرک کارشناسی در رشتهٔ علوم سیاسی از کالج میدلبری فارغ شد. بوریسیوس با کاترین لامب ازدواج کرد و دو فرزند از وی داشت.

## حرفه

### کمپین‌های اولیه
بوریسیوس با نامزدی حزب اتحادیه آزادی در انتخابات سال ۱۹۷۶، کاندیداتوری خود را برای کرسی مجلس سنای ایالتی ورمونت اعلام کرد اما در میان پنج کاندید در جایگاه چهارم قرار گرفت. وی با نامزدی حزب اتحادیه آزادی برای یک کرسی از جملهٔ شش کرسی مجلس سنای ایالتی از شهرستان چیتندن کاندید شد اما در جایگاه اخیر قرار گرفت. در جریان انتخابات سال ۱۹۸۰ برای کسب نامزدی دموکرات‌ها برای کرسی مجلس سنای ایالتی از شهرستان چیتندن به رقابت پرداخت اما در انتخابات مقدماتی شکست خورد. با این همه، حزب شهروندان بعداً نامزدی خود را برای رقابت به وی واگذار کرد، اما در میان نه کاندید در جایگاه هشتم را به خود اختصاص داد.
بوریسیوس به عنوان رئیس حزب اتحادیه آزادی در شهرستان آدیسون خدمت کرد. پس از خروج برنی سندرز از حزب در سال ۱۹۷۷، به‌عنوان رئیس حزب اتحادیه آزادی برگزیده شد و تا زمانی‌که پس از استعفااش در سال ۱۹۷۸، جک کروین جایگزین وی شد، در این سمت خدمت کرد. در سال ۱۹۸۰، ارل گاردنر، جیمز فرانکو و بوریسیوس که همه اعضای پیشین حزب اتحادیه آزادی بودند، در تأسیس حزب شهروندان در ورمونت همکاری کردند.
بوریسیوس در انتخابات سال ۱۹۸۲ کاندید نائب فرمانداری شد و در کنوانسیون ایالتی حزب نامزدی وی مورد تأیید قرار گرفت. وی نامزدی حزب شهروندان را بدون مخالفت بدست آورد اما در انتخاباتی که پیتر پلیمپتون اسمیت، نامزد جمهوری‌خواه برندهٔ آن شد، شکست خورد. بوریسیوس برای دریافت بیشترین حمایت ایالتی در انتخابات سال ۱۹۸۲ کاندید حزب شهروندان شد، اما این حزب جایگاه والای حزب را که پس از انتخابات سال ۱۹۸۲ بدست آورده بود از دست داد، زیرا هیچ‌یکی از کاندیدان ایالتی آن‌ها بیش از ۵٪ آرای مردم را بدست نیاوردند.

### سیاست‌های محلی

#### انتخابات
بوریسیوس در سال ۱۹۸۱ نامزدی حزب شهروندان را بدست آورد تا از حوزهٔ انتخابیه دوم برای کرسی شورای شهر در برلینگتون ایالت ورمونت کاندید شود. ماریون فیشر، عضو دموکرات آن زمان شورای شهر، از مناظره با بوریسیوس خودداری کرد. بوریسیوس فیشر را در انتخابات شکست داد و نخستین عضو حزب شهروندان بود که در ایالات متحده در این اداره انتخاب شد.
وی پس از هزینهٔ ۶۱۷ دلار در برابر ۶۴۱ دلار سورل، در انتخابات سال ۱۹۸۳ علیه اسنتر سورل، نامزد دموکرات و عضو سابق مجلس سنای ایالتی مجدداً برنده شد. در انتخابات سال ۱۹۸۵ با نامزدی ائتلاف ترقی‌خواه، در برابر جان اچ. بارتلیت جونیور نامزد دموکرات، برنده شد. بوریسیوس با جمع‌آوری ۱٬۶۳۰ دلار و ۲٬۰۸۸ دلار و بدهی باقی‌مانده ۴۵۸ دلار، در برابر ریک شارپ، نامزد دموکرات در انتخابات سال ۱۹۸۷ مجدداً برنده شد. بوریسیوس در انتخابات سال ۱۹۸۹ در عوض نامزدی در ریاست شهرداری، به دنبال انتخاب مجدد در شورای شهر شد و آین سی. گالبرت، نامزد حزب دموکرات و آین گرت دایمودستون، نامزد حزب اتحادیه آزادی را شکست داد. دانا کلارک، در انتخابات سال ۱۹۹۱ جانشین بوریسیوس انتخاب شد.
بوریسیوس، جانتان لئوپولد خزانه دار شهر و پیتر کلاول مدیر توسعه اجتماعی و اقتصادی، به احتمال زیاد کاندیدان مورد نظر ائتلاف در انتخابات شهرداری سال ۱۹۸۹ محسوب می‌شدند. جین برگمن، رئیس ائتلاف بیان داشت که به باور وی گزینه‌های موجود در انجمن حزبی، لئوپولد، بوریسیوس و کلاول خواهند بود. بوریسیوس نام خود را برای بررسی داد اما به‌طور فعالانه برای جلب حمایت ائتلاف کمپین نکرد. بوریسیوس در انجمن حزبی سخنرانی کرد و و از کلاول که برندهٔ نامزدی ائتلاف شد، حمایت کرد.

#### دورهٔ تصدی
برنی سندرز که از حمایت حزب شهروندان برخوردار بود، گوردون پاکت دموکرات شهردار فعلی را با ده رای در انتخابات شهرداری سال ۱۹۸۱ شکست داد. سندرز متعاقب پیروزی در انتخابات سال ۱۹۸۱، به‌علت مخالفت یازده عضو از سیزده عضو هیئت انجمن شهرداری با وی، با چالش‌های در شورای شهر مواجه شد. شورا با اقدامات پیشنهادی سندرز مخالفت کرد و رای وی را در مورد قانون‌گذاری نادیده گرفت. بوریسیوس و سادی وایت تنها اعضای شورای شهر بودند که با سندرز متحد بودند.
پس از انتخابات‌های سال ۱۹۸۲، ازجمله سیزده عضو شورای شهر، پنج عضو آن طرفدار سندرز بودند. اما، اعضای جمهوری‌خواه و دموکرات شورای شهر با هم متحد شدند و پس از شش دوره رای‌گیری با هشت رای در برابر پنج رای رابرت پترسون جمهوری‌خواه را به‌جای سدی وایت حامی سندرز، به‌عنوان رئیس انتخاب کردند و مانع دریافت سمت‌ها توسط اعضای شورای شهر طرفدار سندرز شدند.
اعضای طرفدار سندرز در جریان انتخابات شورای شهر در سال ۱۹۸۴، یک کرسی را از حزب دموکرات بدست آوردند و ترکیب شورای شهر به شش عضو حزب ترقی‌خواه، پنج عضو جمهوری‌خواه و دو عضو دموکرات، رسید. بوریسیوس پس از سی و یک دوره رای‌گیری، رئیس شورای شهر انتخاب شد و تا سال ۱۹۸۵ در این سمت خدمت کرد. بوریسیوس یگانه عضو ائتلاف ترقی‌خواه بود که در جریان اداره سندرز، به عنوان رئیس در شورای شهر خدمت کرد.